# 彭汝諧
彭汝諧（？—1616年），字原素，號蓼蔚、又号蓼詩、蔚庵，南直隸蘇州府吳縣人，軍籍，祖籍江西臨江府清江縣，明朝政治人物。

## 生平
萬曆二十八年（1600年）庚子科應天鄉試舉人，四十四年（1616年）丙辰科三甲第五名進士，兵部觀政，同年卒於京師，祀鄉賢。能文工書，創修《彭氏宗譜》。

## 著作
著有《蔚庵逸草》。

## 家族
曾祖彭淳。祖父彭時，乡饮。父彭天秩，辛酉舉人。